# Симович, Милан
Милан Данилович Симович (серб. Милан Даниле Симовић; 12 июля 1909, Шип — 21 января 1942, Иловача) — югославский сербский партизан, участник Народно-освободительной войны Югославии. Народный герой Югославии.

## Биография
Родился 12 июля 1909 в селе Шип недалеко от Сараева. Окончив начальную школу, остался в родном селе, занимался земледелием. Отслужив в армии, устроился работать на железную дорогу Вишеград—Стамболич сначала чернорабочим, а затем стрелочником и обходчиком. В 1937 году принят в Коммунистическую партию Югославии.
После оккупации страны Милан уволился с работы и ушёл в партизаны. Возглавил первую партизанскую роту из Шипа, которая позднее вошла в состав Романийского партизанского отряда под командованием Славишы Вайнера. Боевое крещение принял в деревне Довличи, разоружив охрану и подорвав железную дорогу.
Партизаны Романийского отряда хранили на складах авиабомбы, которые Милан использовал для подрыва мостов и дорог. Так, этими авиабомбами были подорваны мост к селу Ракита длиной 140 метров, а также мосты к Сетлине, Гаеву, Подкорану и другим сёлам. В течение полугода его рота вела бои против усташей на дороге Сараево—Вишеград.
В качестве командира роты Милан участвовал в битвах при Шилицах, майдане, Космае, Прутине, Грачанице и Праче. В селе Сетлине, гарнизон которого составляли полторы тысячи человек, его рота захватила железнодорожную станцию и вывела её из строя. В селе Стамболчиче Милан лично из пистолета застрелил вражеского пулемётчика и захватил его пулемёт в качестве трофея, в Пале он взял в плен несколько офицеров. Руководил гарнизоном Пале, в двухдневных боях за Добри-Води и Буковец в середине ноября 1941 лично уничтожил метким огнём двенадцать гитлеровцев.
После формирования 1-й пролетарской ударной бригады Милан с отцом Данилом вступил туда в январе 1942 года. По пути к Фоче 21 января 1942 Милан попал в усташскую засаду близ деревни Иловача и был ранен в ногу, из-за чего не смог идти. Выскочившие усташи закололи ножами раненого Симовича.
6 ноября 1942 указом №20-22 от 6 ноября 1942 Верховный штаб НОАЮ присвоил Милану Симовичу звание Народного героя посмертно со следующей формулировкой:

По распоряжению Верховного штаба Народно-освободительной армии и Партизанских отрядов Югославии присвоено звание Народного героя другу Симовичу Милану, командиру Витезской роты Романийского партизанского отряда. В ходе пятимесячной борьбы, в которой он лично участвовал и был в первых рядах, организовал подрыв железной дороги Сараево—Вишеград и тем самым вывел её из строя более чем на 10 месяцев. Друг Симович погинул от руки усташского мучителя.
Оригинальный текст (серб.)По одлуци Врховног штаба НОВ и ПОЈ даје се назив народног хероја другу Симовићу Милану, командиру Витешке чете Романијског партизанског одреда. У току петомјесечне борбе, у којој је лично учествовао и био у првим редовима, организовао је рушење жељ. пруге Сарајево - Вишеград и тако је онеспособио за више од 10 мјесеци. Друг Симовић је погинуо од мучке усташке руке.